# Cyrtodaria
Cyrtodaria is een geslacht van tweekleppigen uit de familie Hiatellidae.

## Soorten
De volgende soorten zijn bij het geslacht ingedeeld:
- Cyrtodaria kurriana (Dunker, 1861)
- Cyrtodaria siliqua (Spengler, 1793)